# The American Prospect
The American Prospect es un diario en línea y revista de impresión trimestral de política y de política pública estadounidense dedicada al liberalismo y el progresismo. Con sede en Washington D. C., The American Prospect dice que trata de "avanzar en objetivos liberales y progresistas a través de la presentación de informes, análisis y debate acerca de las realidades de hoy y las posibilidades de mañana".

## Historia
La revista fue fundada en 1990 (e inicialmente llamada The Liberal Prospect) por Robert Kuttner, Robert Reich y Paul Starr como respuesta a la ascendencia percibida del conservadurismo en los años ochenta. Robert Kuttner y Paul Starr actualmente sirven como coeditores. Harold Meyerson es el Editor Ejecutivo. Amy Marshall Lambrecht es editora.
American Prospect tiene un programa de becarios que ofrece a periodistas jóvenes la oportunidad de pasar dos años en la revista, contribuyendo en línea e imprimiendo contenido. Becarios anteriores han incluido a Mattew Yglesias, Ezra Klein, Chris Mooney, Joshua Marshall, Dana Goldstein, Nick Confessore y Kate Sheppard. Los escritores y colaboradores incluyen a Gabriel Arana, Steve Erickson, Adele Stan, Paul Waldman, EJ Dionne y Harold Meyerson.
En marzo de 2010, The American Prospect se afilió a Demos, un centro de investigación y defensa de políticas públicas con sede en Nueva York. La afiliación oficial terminó en 2012. En 2012, la revista casi se cerró debido a problemas financieros pero pudo recaudar suficiente dinero para mantenerse a flote. En 2014, la revista se propuso a sí misma como un "diario trimestral de ideas". Kit Rachlis anunció que dejaba la dirección editorial de la revista, la escritora principal Monica Potts y el editor Bob Moser fueron despedidos, y varios otros miembros del equipo editorial abandonaron la publicación. Se contrató nuevo personal y la organización volvió a funcionar. 
En sus primeros años, el Prospect también llevó a cabo un proyecto de vanguardia para conectar organizaciones progresivas a través de Moving Ideas Network (www.movingideas.org), originalmente llamado Electronic Policy Network, donde el personal escribió declaraciones de políticas, acciones de defensa e informes de desde fines de la década de 1990 hasta 2006, cuando el proyecto fue "adoptado" por Care2. La red fue absorbida por Frogloop y las operaciones generales por Care2.
En 2010, The American Prospect recibió el premio Utne Independent Press de la revista Utne Reader por su cobertura política.

## Formato
Originalmente The American Prospect se publicaba trimestralmente y luego cada dos meses. En 2000, gracias a una subvención del Centro Schumann para Medios y Democracia, se convirtió en quincenal. [10] Surgieron dificultades financieras y logísticas, y la revista pasó a un formato de 10 ejemplares por año en la primavera de 2003 y un formato bimestral en el verano de 2012. La versión en línea de la revista incluye un blog activo llamado TAPPED (derivado de TAP, el acrónimo de The American Prospect), así como un blog de Adam Serwer. Enfrentada a problemas financieros, la revista redujo su publicación bimensual a un programa de publicación trimestral en 2014.

## Colaboradores
Notables colaboradores de la revista y el blog han incluido a Michelle Goldberg, Harold Meyerson, Robert Kuttner, así como Jonathan Chait, Jonatán Cohn, Josué Verde, Joshua Micah Marshall, Jedediah Purdy, Chris Mooney, Matthew Yglesias, Michael Massing, Joe Conason, Michael Tomasky, Ezra Klein, y Scott Stossel. Los editores ejecutivos han incluido a Michael Tomasky, Harold Meyerson, Mark Schmitt, y Kit Rachlis.